# Legia Warszawa
Il Legia Warszawa (per esteso: Legia Warszawa Spółka Akcyjna; traduzione dal polacco: Legia Varsavia Società Sportiva per Azioni), noto in italiano come Legia Varsavia, è una società calcistica polacca con sede nella città di Varsavia. Milita nell'Ekstraklasa, la massima divisione del campionato polacco di calcio.
È una delle compagini più titolate nella storia del calcio polacco, avendo vinto 15 campionati, 21 coppe nazionali, 6 supercoppe nazionali e una Coppa di Lega polacca. A livello europeo il traguardo migliore è il raggiungimento delle semifinali, sia in Coppa dei Campioni che in Coppa delle Coppe.

## Storia

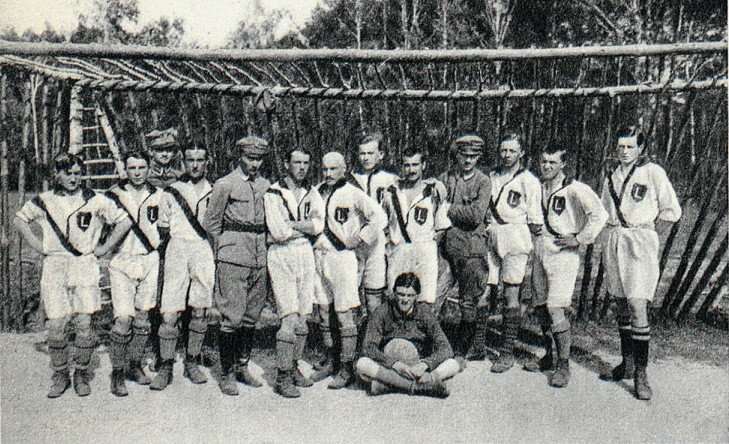
Il Legia tra il 1914 e il 1918

Il Legia Varsavia viene fondato nel marzo 1916, durante le operazioni militari sul fronte orientale della prima guerra mondiale, nel quartiere di Maniewicze, a Volinia. La sede verrà spostata nella capitale Varsavia solo successivamente. Partecipa per la prima volta al campionato nazionale nel 1927 e retrocede al termine del campionato 1936. In quegli anni il punto più alto toccato dalla squadra è la terza posizione nella classifica finale.
Nel primo dopoguerra la squadra torna in massima serie e diviene il principale club calcistico dell'Esercito polacco. Vince per la prima volta il campionato nel 1955 e si ripete l'anno successivo. In entrambe queste stagioni vince anche la Coppa di Polonia, realizzando quindi due double. Partecipa per la prima volta alla Coppa dei Campioni nell'edizione 1956-1957, ma viene eliminato nel turno preliminare dai cecoslovacchi dello Slovan Bratislava.
Gli anni sessanta iniziano con un buon secondo posto nel 1960, mentre nel 1964 il Legia vince la terza coppa nazionale. Grazie a questo successo, la squadra, allenata da Virgil Popescu, partecipa alla Coppa delle Coppe 1964-1965, da cui viene eliminata ai quarti di finale dai tedeschi occidentali del Monaco 1860.. Nel corso del medesimo decennio il Legia vince un'altra Coppa di Polonia, nel 1966, ottiene un secondo posto, nel campionato 1967-1968, e, in chiusura di decade, si aggiudica per la terza volta il titolo nazionale nel 1968-1969.

Il Legia in campo a San Siro contro il per gli ottavi di finale della Coppa delle Coppe 1972-1973.

Gli anni settanta sono per il Legia un altro buon decennio, anche per la presenza, tra gli altri, di giocatori come Kazimierz Deyna e Robert Gadocha. La squadra vince subito il quarto titolo nel 1970, secondo consecutivo, ma probabilmente la stagione sarà maggiormente ricordata per la semifinale raggiunta nella Coppa dei Campioni 1969-1970, dove, dopo aver eliminato i romeni dell'UT Arad (per altro vincendo 8-0 la partita casalinga), i francesi del Saint-Étienne e i turchi del Galatasaray, il Legia viene eliminato dagli olandesi del Feyenoord, che poi vinceranno la coppa. Anche nella successiva edizione della Coppa dei Campioni il Legia ottiene un piazzamento onorevole, venendo eliminato ai quarti di finale dagli spagnoli dell'Atlético Madrid. Nella Coppa delle Coppe 1972-1973 sono, invece, i futuri vincitori del trofeo, gli italiani del Milan ad eliminare i polacchi al secondo turno, ma solo ai tempi supplementari. Il Legia vince nel 1973 la Coppa di Polonia per la quinta volta, mentre il resto il decennio si chiude con qualche buon piazzamento.

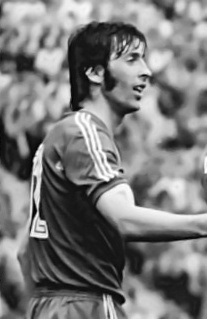
Kazimierz Deyna

Negli anni ottanta il Legia si aggiudica subito altre due coppe nazionali, nel 1980 e nel 1981. Arriva poi ai quarti di finale della Coppa delle Coppe 1981-1982, battuta dai sovietici della Dinamo Tbilisi. In campionato, invece, la squadra non va mai oltre il secondo posto, che viene raggiunto sia nel campionato 1984-1985 sia in quello successivo. In virtù di questi due piazzamenti, il Legia partecipa ad altrettante edizioni di Coppa UEFA, nel 1985-1986 e nel 1986-1987, ma in entrambi i casi viene eliminato dall'Inter. Il decennio viene chiuso con l'ottava coppa nazionale, messa in bacheca nel 1989, e la prima Supercoppa di Polonia vinta dal club, nello stesso anno.
Gli anni novanta sono un decennio ben più soddisfacente del precedente: nel 1990 il Legia vince la nona Coppa nazionale e grazie a questa ottiene l'accesso alla Coppa delle Coppe 1990-1991. Qui arriva per la seconda volta alle semifinali in una manifestazione continentale, eliminando i lussemburghesi dello Swift Hesperange, gli scozzesi dell'Aberdeen e la Sampdoria, prima di essere eliminato dai futuri campioni del Manchester United. Nel campionato 1992-1993 si arriva all'ultima giornata con il Legia a pari punti con l'ŁKS Łódź. Il campionato sarebbe stato deciso grazie alla differenza reti, ma le goleade sospette delle due squadre inducono la federazione ad assegnare il titolo al terzo classificato, il Lech Poznań. Proseguendo, il Legia vince poi il campionato in due occasioni, nel 1993-1994 e l'anno successivo. Nella UEFA Champions League 1995-1996 il Legia si qualifica alla fase a gironi; qui viene sorteggiato nel gruppo con lo Spartak Mosca, il Rosenborg e il Blackburn. I polacchi concludono il girone al secondo posto alle spalle dei russi e ottengono così la qualificazione ai quarti, dove vengono eliminati dal Panathīnaïkos. In patria il Legia ottiene due secondi posti in campionato, nel 1995-1996 e nella stagione successiva, e vince due supercoppe nazionali, nel 1994 e nel 1997, e tre Coppe di Polonia, nel 1994, 1995 e nel 1997. Partecipa poi alla Coppa delle Coppe 1997-1998, ma viene eliminato da un sorprendente L.R. Vicenza nei sedicesimi di finale.

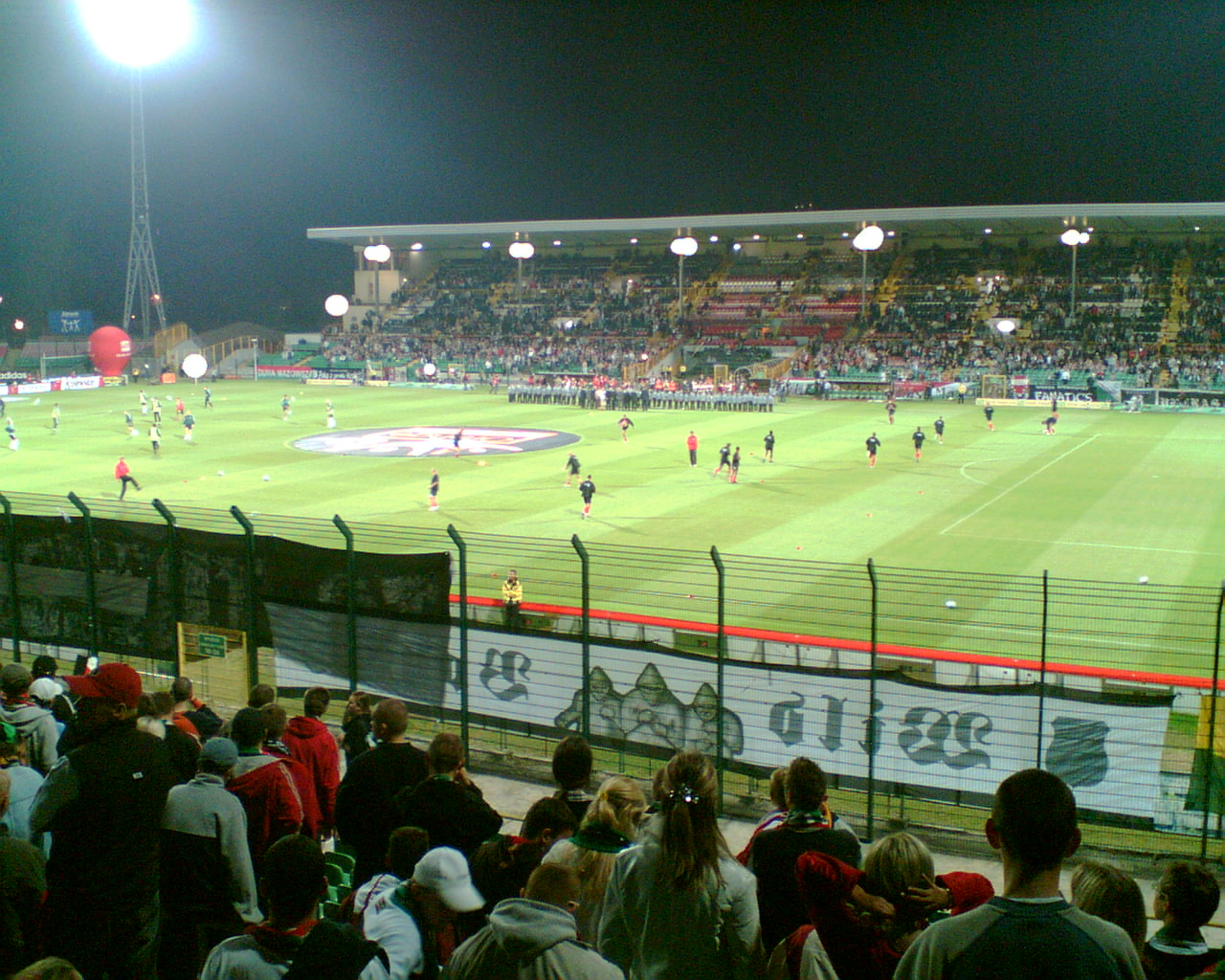
Legia- del 2005

Gli anni duemila iniziano con qualche buon piazzamento in campionato e qualche partecipazione alla Coppa UEFA, come nell'edizione 1999-2000, quando il Legia è eliminato nel secondo turno dall'Udinese. Vinto il campionato 2001-2002, stessa annata in, cui viene messa in bacheca la Coppa di Lega polacca, nel 2002-2003 la squadra incontra nel terzo turno preliminare della UEFA Champions League il Barcellona che, eliminando i polacchi, li fa retrocedere in Coppa UEFA, da cui vengono estromessi dallo Schalke 04 nel secondo turno. Il Legia vince per la settima volta il campionato nel 2005-2006, ma anche in questa occasione si ritrova in Coppa UEFA. In generale nel decennio il club di Varsavia ottiene tre secondi posti in campionato e si aggiudica una coppa nazionale, nel 2008, e la quarta supercoppa nazionale, nello stesso anno.
Negli anni duemiladieci il Legia ottiene la qualificazione alla fase a gironi nella UEFA Europa League 2011-2012 grazie alla Coppa di Polonia, vinta nel 2011. Sorteggiato in un girone con il PSV Eindhoven, l'Hapoel Tel Aviv e il Rapid Bucarest, viene promosso insieme agli olandesi, ma viene eliminato ai sedicesimi di finale dallo Sporting Lisbona. Nello stesso anno vince per la quindicesima volta la Coppa di Polonia.

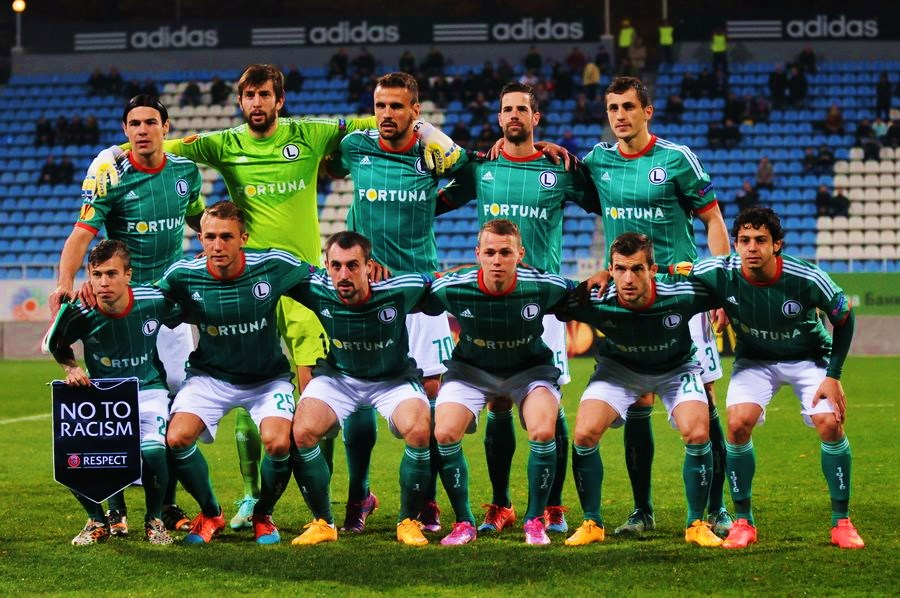
Il Legia Varsavia nel 2016

L'11 luglio 2012 viene aggiornato il nome del club passando da Klub Piłkarski Legia Warszawa Sportowa a Legia Warszawa. Iniziata la stagione 2012-2013 con la sconfitta contro lo Śląsk Breslavia nella Supercoppa di Polonia, il Legia vince il suo nono titolo polacco e si aggiudica anche la Coppa di Polonia, battendo proprio lo Śląsk Breslavia. Nel 2013-2014 si conferma campione di Polonia e viene eliminato agli ottavi di finale della coppa nazionale. Nel 2014-2015 il Legia si piazza secondo in Ekstraklasa ed è eliminato nei play-off della UEFA Champions League in modo rocambolesco. La partita di andata giocata del terzo turno preliminare, giocata a Varsavia contro il Celtic, termina con il risultato di 4-1 in favore dei polacchi. Durante la partita di ritorno giocata in Scozia, che il Legia conduce per 2-0, i polacchi mandano in campo un calciatore squalificato. La UEFA decreta in seguito il 3-0 a tavolino in favore del Celtic, consentendo così agli scozzesi di qualificarsi in virtù del gol segnato fuori casa all'andata. Il Legia retrocede dunque in Europa League, dove supera il preliminare e accede alla fase a gruppi, che conclude al primo posto con 15 punti in 6 partite, primo club polacco a vincere un girone di una competizione calcistica europea. Ai sedicesimi di finale vince in casa dell'Ajax per 1-0, ma perde la partita di ritorno in casa per 3-0 ed è dunque eliminato dalla competizione.
Nel 2015-2016 il Legia è eliminato nella fase a gironi dell'Europa League e vince il suo undicesimo titolo nazionale, piazzando l'attaccante ungherese Nemanja Nikolić al primo posto nella classifica dei marcatori con 28 gol. Nel 2016-2017 il Legia si qualifica alla fase a gironi della UEFA Champions League per la prima volta dopo ventuno anni; nel girone, perdendo per 8-4 in casa del Borussia Dortmund, partecipa alla partita con più reti nella storia della fase a gironi della competizione. Giunto terzo nel girone, viene poi eliminato ai sedicesimi di finale di Europa League. I successi in patria proseguono negli anni a venire, con tre campionati vinti tra il 2017 e il 2021, la supercoppa nazionale nel 2023 e  nel 2025 prima la Coppa nazionale e poi la Supercoppa sconfiggendo il Lech Poznan per 1-2 e raggiungendo quest'ultima come numero di Supercoppe vinte.

## Rose delle stagioni precedenti
- 2011-2012

## Rivalità e amicizie
Il club non è visto di buon occhio dai tifosi delle altre squadre polacche, in quanto squadra dell'esercito.
Particolarmente accese sono le rivalità con Górnik Zabrze, Ruch Chorzów, Widzew Łódź e Wisła Cracovia.
Dopo il derby conclusosi 6-0 nel 1993 è sorta una rivalità anche con il Lech Poznań.

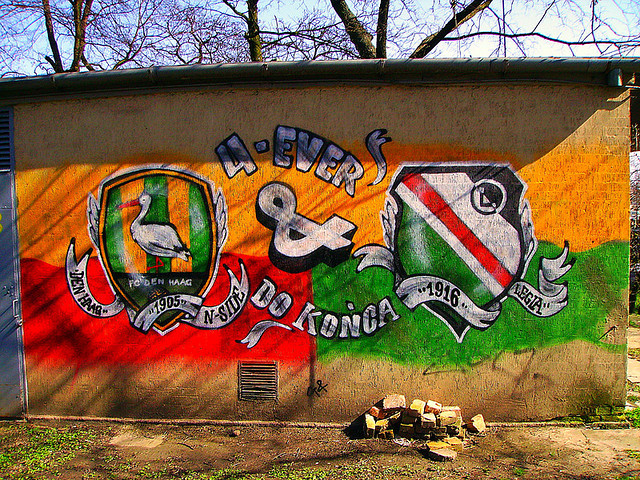
Murale allusivo all'amicizia tra ADO Den Haag e Legia

Fin dagli anni settanta i tifosi del Legia hanno avuto un buon rapporto con i tifosi di Pogoń Szczecin e Zagłębie Sosnowiec.
Negli anni novanta i rapporti con Pogoń e Zagłębie si sono però deteriorati. La squadra è in buoni rapporti anche con il Club Bruges (Belgio), con ADO Den Haag (Paesi Bassi) e Juventus.

## Cronologia dei nomi
- 1916 - 1920: Druzyna Legjonowa
- 1920 - 1922: WKS Varsavia
- 1922 - 1938: WKS Legia Varsavia
- 1945: 1. WKS Varsavia
- 1945 - 1949: WKS Legia Varsavia
- 1949 - 1957: CWKS Varsavia Centralny Wojskowy Klub Sportowy (in italiano Club Sportivo Militare Centrale Varsavia)
- 1957 - 1989: CWKS Legia Varsavia
- 1989 - 1997: ASPN CWKS Legia Varsavia
- 1997: ASPN CWKS Legia-Daewoo Varsavia
- 1997 - 2001: ASPN CWKS Legia-Daewoo Varsavia SSA
- 2001 - 2003: ASPN CWKS Legia Varsavia SSA
- 2003 - presente: KP Legia Varsavia SSA

## Palmarès

### Competizioni nazionali

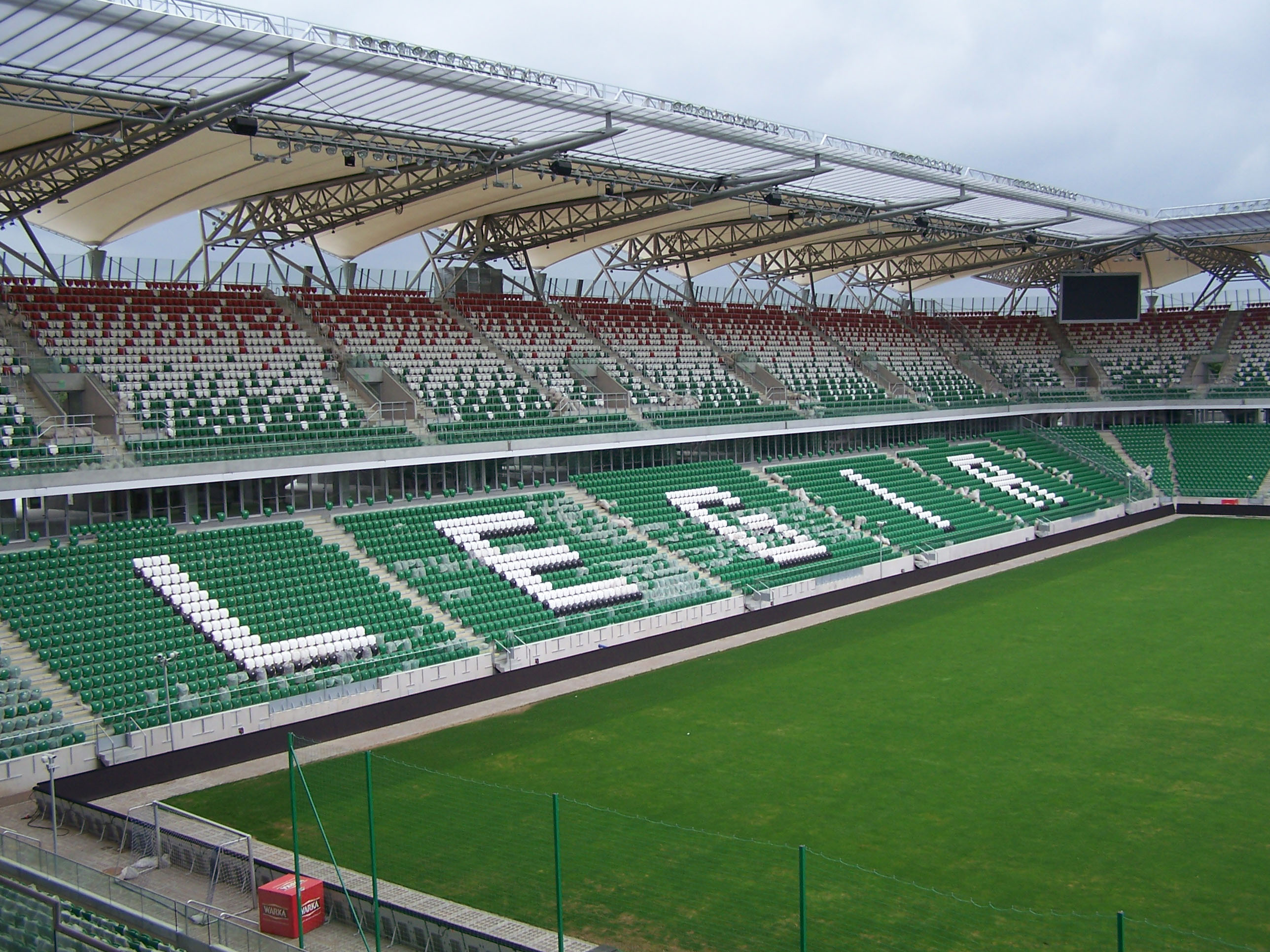
Stadio dell'Esercito polacco

- Campionato polacco: 15  (record)

1955, 1956, 1968-1969, 1969-1970, 1993-1994, 1994-1995, 2001-2002, 2005-2006, 2012-2013, 2013-2014, 2015-2016, 2016-2017, 2017-2018, 2019-2020, 2020-2021
- Coppa di Polonia: 21  (record)

1955, 1956, 1964, 1966, 1973, 1979-1980, 1980-1981, 1988-1989, 1989-1990, 1993-1994, 1994-1995, 1996-1997, 2007-2008, 2010-2011, 2011-2012, 2012-2013, 2014-2015, 2015-2016, 2017-2018, 2022-2023, 2024-2025
- Supercoppa di Polonia: 6  (record condiviso con il Lech Poznań)

1989, 1994, 1997, 2008, 2023, 2025
- Coppa di Lega polacca: 1

2002

### Competizioni internazionali
- Coppa Intertoto: 1

1968

### Altri piazzamenti
- Campionato polacco:

Secondo posto: 1933, 1960, 1967-1968, 1970-1971, 1984-1985, 1985-1986, 1992-1993, 1995-1996, 1996-1997, 2003-2004, 2007-2008, 2008-2009, 2014-2015, 2018-2019, 2022-2023
Terzo posto: 1928, 1930, 1931, 1951, 1961, 1971-1972, 1979-1980, 1987-1988, 1998-1999, 2000-2001, 2004-2005, 2006-2007, 2010-2011, 2011-2012, 2023-2024
- Coppa di Polonia:

Finalista: 1951-1952, 1968-1969, 1971-1972, 1987-1988, 1990-1991, 2003-2004
Semifinalista: 1954, 1964-1965, 1969-1970, 1976-1977, 1977-1978, 1992-1993, 2004-2005, 2008-2009, 2019-2020, 2021-2022
- Supercoppa di Polonia:

Finalista: 1990, 1995, 2006, 2012, 2014, 2015, 2016, 2017, 2018, 2020, 2021
- Coppa di Lega polacca:

Finalista: 2000, 2008
- Coppa delle Coppe:

Semifinalista: 1990-1991
- Coppa dei Campioni:

Semifinalista: 1969-1970

## Organico

### Rosa 2025-2026
Aggiornata al 12 luglio 2025.
| N. |                        | Ruolo | Calciatore        |
| -- | ---------------------- | ----- | ----------------- |
| 1  | Polonia (bandiera)     | P     | Kacper Tobiasz    |
| 3  | Francia (bandiera)     | D     | Steve Kapuadi     |
| 4  | Svizzera (bandiera)    | D     | Marco Burch       |
| 5  | Portogallo (bandiera)  | C     | Claude Gonçalves  |
| 6  | Polonia (bandiera)     | C     | Maxi Oyedele      |
| 8  | Polonia (bandiera)     | C     | Rafał Augustyniak |
| 9  | Francia (bandiera)     | A     | Migouel Alfarela  |
| 11 | Polonia (bandiera)     | A     | Kacper Chodyna    |
| 12 | Serbia (bandiera)      | D     | Radovan Pankov    |
| 13 | Polonia (bandiera)     | C     | Paweł Wszołek     |
| 17 | Bielorussia (bandiera) | A     | Illja Škuryn      |
| 18 | Camerun (bandiera)     | A     | Jean-Pierre Nsame |
| 19 | Portogallo (bandiera)  | D     | Rúben Vinagre     |
| 20 | Polonia (bandiera)     | C     | Jakub Żewłakow    |
| 21 | Armenia (bandiera)     | C     | Vahan Bičaxčyan   |
| 22 | Colombia (bandiera)    | C     | Juergen Elitim    |

| N. |                     | Ruolo | Calciatore              |
| -- | ------------------- | ----- | ----------------------- |
| 23 | Polonia (bandiera)  | C     | Patryk Kun              |
| 24 | Polonia (bandiera)  | D     | Jan Ziółkowski          |
| 25 | Giappone (bandiera) | C     | Ryōya Morishita         |
| 27 | Polonia (bandiera)  | P     | Gabriel Kobylak         |
| 28 | Spagna (bandiera)   | A     | Marc Gual               |
| 30 | Slovenia (bandiera) | D     | Petar Stojanović        |
| 31 | Polonia (bandiera)  | P     | Marcel Mendes-Dudziński |
| 51 | Polonia (bandiera)  | C     | Pascal Mozie            |
| 52 | Polonia (bandiera)  | D     | Oliwier Olewiński       |
| 53 | Polonia (bandiera)  | C     | Wojciech Urbański       |
| 55 | Polonia (bandiera)  | D     | Artur Jędrzejczyk       |
| 56 | Polonia (bandiera)  | C     | Jan Leszczyński         |
| 67 | Polonia (bandiera)  | C     | Bartosz Kapustka        |
| 70 | Polonia (bandiera)  | C     | Aleksander Wyganowski   |
| 71 | Polonia (bandiera)  | A     | Mateusz Szczepaniak     |